# 吊山桃
吊山桃（学名：Secamone sinica）是夹竹桃科鲫鱼藤属的植物，是中国的特有植物。分布于中国大陆的广西、贵州、广东、云南等地，生长于海拔500米至1,400米的地区，多生长于丘陵山地疏林中、溪旁密林荫处和树上，目前尚未由人工引种栽培。
其种加词sinica，意为“中华的”。

## 别名
细叶青藤（广西）